# Delaware (rzeka)
Delaware (ang. Delaware River) – rzeka na północnym wschodzie Stanów Zjednoczonych. 
Rzeka wypływa z gór Catskill i kierując się na południe, wpada szerokim, lejkowatym ujściem do Atlantyku. Estuarium zaczyna się w okolicy Trenton i ma długość około 240 km, kończąc się ujściem pomiędzy przylądkami May (północny) i Henlopen (południowy). W dolnej, najszerszej części estuarium nosi nazwę Zatoki Delaware (ang. Delaware Bay). Długość całej rzeki wynosi 580 km. Dorzecze obejmuje około 35 tys. km², i żyje w nim około 7,3 mln ludzi, natomiast rzeka jest źródłem wody dla ponad 15 mln. Rzeka przepływa przez cztery stany Nowy Jork, Pensylwania, New Jersey i Delaware
Główny dopływ rzeki to Lackawaxen River, a jednym z pozostałych jest Abe Lord Creek.